# Operacja miuska
Operacja miuska – operacja ofensywna Armii Czerwonej nad rzeką Mius w Donbasie oraz późniejsze niemieckie przeciwuderzenie na tym obszarze w czasie II wojny światowej, trwające od 17 lipca do 2 sierpnia 1943 roku.

## Podłoże
W pierwszej połowie 1943 roku front wschodni na południowym odcinku, dochodzącym do Morza Azowskiego, opierał się o rzekę Mius i pas umocnień niemieckich (Front Mius). 4 lipca Niemcy rozpoczęli na środkowym odcinku frontu wielką ofensywę Zitadelle, która doprowadziła do bitwy na łuku kurskim, przegranej ostatecznie przez Niemców. Wkrótce po rozpoczęciu tej operacji, oprócz przeciwuderzenia na łuku kurskim, radzieckie dowództwo podjęło przygotowania do ofensywy na południowym odcinku frontu z rejonu Kujbyszewa (ok. 350 km na południowy wschód od występu kurskiego). Niemcy zaobserwowali radzieckie przegrupowanie wojsk 9 lipca i sami podjęli przygotowania do obrony.

## Siły i plany radzieckie
Po stronie radzieckiej operację przeprowadziły siły Front Południowego generała Fiodora Tołbuchina. Brak jest informacji o celach radzieckiego dowództwa i przyjmuje się, że celem operacji było odciążenie sił walczących na łuku kurskim, aczkolwiek niektórzy autorzy przypuszczają, że biorąc pod uwagę wielkość zaangażowanych sił, możliwe jest, że pierwotny plan zakładał bardziej długofalowe zdobycze terenowe. W dalszym toku można było skierować natarcie na rejon przemysłowy Donbasu i rozbić południowe skrzydło niemieckiej 6. Armii.
Siły radzieckie na odcinku przełamania składały się przede wszystkim z 5. Armii Uderzeniowej i 2. Armii Gwardii, które dysponowały 13 dywizjami i 1 brygadą piechoty, 5 pułkami artylerii, 2 pułkami artylerii przeciwpancernej, pułkiem czołgów, dywizją artylerii przeciwlotniczej i oddziałami saperskimi. Z jednostek pancernych, działały dwa korpusy zmechanizowane – 2. i 4. Korpus Zmechanizowany Gwardii, dysponujące ok. 500 czołgami. Dowództwo frontu dysponowało dalszymi oddziałami wsparcia w postaci 2 brygad przeciwpancernych, 7 pułków wyrzutni rakietowych (katiusz) i dywizją artylerii przeciwlotniczej.W późniejszych walkach wzięły udział także pojedyncze dywizje z 28. i 44. Armii, rozlokowane bardziej na południe. Poza głównym kierunkiem, inne oddziały Frontu Południowego podjęły wiążące lokalne uderzenia w kilku innych miejscach frontu.
Osłonę powietrzną zapewniała 8 Armia Lotnicza, obejmująca trzy dywizje lotnictwa szturmowego (1. gwardyjska, 206. i 289.), liczące 310 szturmowców Ił-2, jedną dywizję lotnictwa bombowego (270.) liczącą 115 Pe-2 i Douglas DB-7, dwie dywizje lotnictwa myśliwskiego (6. gwardyjska i 236.), liczące 181 myśliwców (głównie Jak-1 i ŁaGG-3), jedną dywizję bombowców nocnych (2. gwardyjską) z 66 bombowcami U-2 i pułk lotnictwa rozpoznawczego – łącznie 691 samolotów, ale tylko 577 sprawnych na początku operacji. 

## Siły niemieckie
Frontu w tym rejonie broniła 6. Armia generała Karla Hollidta, wchodząca w skład Grupy Armii Południe feldmarszałka von Mansteina. Na głównym kierunku natarcia rozmieszczone były dwie dywizje piechoty (306. i 294.) z XVII Korpusu Armijnego, główny odwód stanowiła 16. Dywizja Grenadierów Pancernych. Oddziały te jednak nie były w pełni ukompletowane w sprzęt, którego uzupełnienia przeznaczane były dla operacji Zitadelle. Później do akcji weszła 23. Dywizja Pancerna z 1. Armii Pancernej, która również miała niepełne stany (50 czołgów PzKpfw III i IV).
Z uwagi na zagrożenie, von Manstein skierował następnie na zagrożony odcinek spod Biełgorodu II Korpus Pancerny SS, biorący wcześniej udział w operacji Zitadelle. W jego skład wchodziły dywizje grenadierów pancernych SS Totenkopf i Das Reich oraz 3. Dywizja Pancerna Wehrmachtu. Dywizje te były również osłabione walkami pod Kurskiem, a część pojazdów pancernych była w remoncie, ponadto z korpusu wyłączono i skierowano do Włoch w związku z lądowaniem na Sycylii dywizję Leibstandarte Adolf Hitler. Obie dywizje SS posiadały 29 lipca łącznie tylko 11 sprawnych czołgów ciężkich Tiger, poza tym czołgi PzKpfw III i IV i działa szturmowe StuG III (kilka dalszych Tigerów jednak wyremontowano w najbliższych dniach).
Przed rozpoczęciem ofensywy na tym terenie operowało jedynie myśliwskie i bombowe lotnictwo rumuńskie, lecz w toku ofensywy Niemcy przerzucili na ten obszar znaczne siły 4 Floty Powietrznej. Lotnictwo państw osi było słabsze liczebnie i musiało też być używane na innych odcinkach frontu, lecz kompensowało to umiejętnym koncentrowaniem sił, wyszkoleniem i doświadczeniem pilotów (zwłaszcza niemieckich) i znaczną przewagą myśliwców Bf 109G nad samolotami radzieckimi.

## Ofensywa radziecka
Ofensywa radziecka rozpoczęła się 17 lipca 1943. Główny rejon przełamania stanowił odcinek od wsi Dmitrowka (ob. Dmytriwka) na północy do Kujbyszewa na południu, długości nieco ponad 20 km. Na głównym kierunku zaatakował 31. Korpus Strzelecki, wsparty artylerią i lotnictwem szturmowym oraz czołgami 2. KZmechGw. Atak trafił na styk 306. i 294. Dywizji Piechoty i odniósł sukces – Rosjanom udało się zdobyć i pogłębić przyczółek na 4 km w głąb za rzeką Mius. Obie dywizje niemieckie straciły 55 oficerów i 2061 żołnierzy, łącznie z wziętymi do niewoli. Następnego dnia Niemcy wykonali przeciwuderzenie 16. DGrenPanc na lewe skrzydło Rosjan, które przyniosło niewielkie sukcesy, ale następnie poniosło duże straty w walce z czołgami 2. Korpusu. Natarcie na zachód mimo to dalej rozwijało się z powodzeniem i Rosjanie zdobyli wsie: Marinowkę i położoną dalej na zachód Stiepanowkę oraz istotne wzgórze 213.9, położone na północ od nich, pomiędzy nimi (wzgórza oznaczane były na mapach od ich wysokości).
19 lipca Niemcy dokonali przeciwuderzenia 23. Dywizją Pancerną w kierunku wzgórza 213.9, lecz poniosła ona znaczne straty, nie osiągając celu. Oddziały niemieckie natrafiły na przygotowaną przez noc obronę przeciwpancerną na podejściach do wzgórza, oraz były ostrzeliwane z prawej flanki ze Stiepanowki. Duże straty ponosili także Rosjanie; w czołgach znacznie większe, niż Niemcy, lecz posiadali większe możliwości uzupełnień. 19 lipca wojska radzieckie zdobyły też wioski Saur Mogilskij i Tarany, między Stiepanowką a Kalinowką, na odcinku bronionym przez 16. DGrenPanc. Niemcy przeszli po tym do obrony, utrzymując okoliczne wzgórza. Oprócz dwóch dywizji piechoty, dywizji grenadierów pancernych i dywizji pancernej, po stronie niemieckiej walczyły trzy dywizjony dział szturmowych Sturmgeschütz III (209, 210 i 240) i artyleria oraz grupy bojowe oddelegowane z innych oddziałów do odwodu 6. Armii, a także bombowce nurkujące Junkers Ju 87 Stuka z IV Korpusu Lotniczego. 21 lipca Rosjanie zdobyli leżącą na południu wieś Kalinowkę i wzgórze 196.0, ponosili jednak duże straty. Pomimo ciężkich walk przez kolejne dni i noce, Niemcom udało się zatrzymać dalszy postęp wojsk radzieckich i po 23 lipca ich napór zaczął słabnąć.

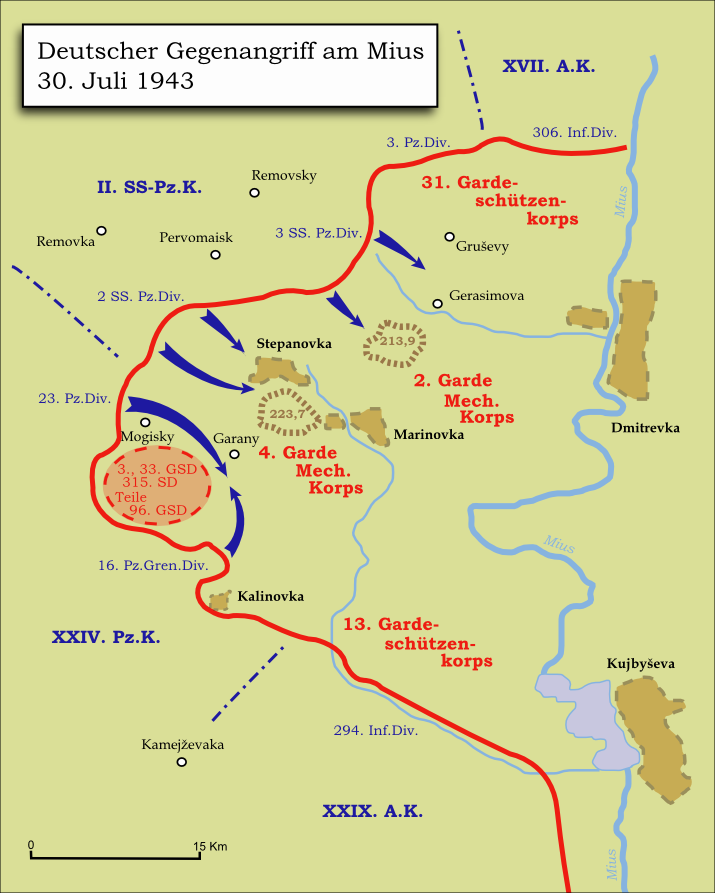
Działania niemieckiego przeciwuderzenia

## Kontruderzenie niemieckie
Po ściągnięciu w rejon walk II Korpusu Pancernego SS, niemieckie dowództwo zaplanowało przeciwuderzenie, którego celem było uderzenie na przyczółek i odcięcie odwrotu wojsk radzieckich w stronę Miusu, a następnie zniszczenie ich na zachodnim brzegu rzeki. Siły niemieckie były natomiast niewystarczające do przeniesienia działań za rzekę. Główne uderzenie miało nastąpić od północy, na prawe skrzydło radzieckiego przyczółka, trzema dywizjami II Korpusu Pancernego. Na pozostałych odcinkach frontu miały atakować dotychczas znajdujące się tam oddziały niemieckie.
Atak niemiecki nastąpił 30 lipca rano, po przygotowaniu artyleryjskim. Wojska niemieckie były wspierane przez silną artylerię, zwłaszcza dalekiego zasięgu, której zadaniem było zwalczanie baterii wroga, wyrzutnie rakietowe Nebelwerfer i naloty Stukasów. Nie udało się jednak zniszczyć radzieckiej artylerii, która nie ujawniała stanowisk. Główny ciężar ataku spoczywał na dywizji SS Totenkopf, która miała zdobyć wzgórze 213.9, lecz natknęła się na silną i dobrze przygotowaną obronę, w skład której wchodziły stanowiska artylerii, okopane czołgi i miny. Niemcom przeszkadzało też aktywne radzieckie lotnictwo. Ataki na wzgórze utrudniał ostrzał dział ze Stiepanowki. Wzgórze nie zostało zdobyte, a dywizja straciła m.in. 55 zabitych, 479 rannych i połowę czołgów (48 i 12 dział szturmowych). Działająca na jej prawym skrzydle dywizja SS Das Reich miała zdobyć wieś Stiepanowkę, lecz po ciężkich walkach opanowano część miejscowości, walcząc o poszczególne domy. Działająca na jej lewym skrzydle 3.DPanc, mająca zdobyć wieś Gruszewyj, oraz atakujące na południe między nią a Miusem oddziały XVII Korpusu Armijnego (bataliony z 306.DPiech i innych oddziałów) nie poczyniły znaczących postępów. Niemcy odnieśli natomiast powodzenie na pomocniczym środkowym odcinku frontu, gdzie 23.DPanc zdobyła wioski Saur Mogilski i Garany, a po połączeniu się z 16.DGrenPanc atakującą od południa, okrążyła radzieckie oddziały w rejonie Garan. Do niewoli trafiło tam tego dnia ponad 3000 żołnierzy radzieckich. W nocy Rosjanie prowadzili ataki na pozycje Das Reich, a dywizja Totenkopf podjęła nieudany nocny szturm na wzgórze 213.9.
Następnego dnia 31 lipca, pomimo ciężkich walk, sytuacja Niemców i obrońców na głównym odcinku nie uległa zmianie, natomiast na południu występu 16. DGrenPanc zdobyła Kalinowkę i okoliczne wioski. W sztabie II Korpusu tego dnia pojawił się osobiście dowódca Grupy Armii Południe, marszałek von Manstein, zaniepokojony stratami i brakiem postępów. Według nowych planów, 3. Dywizja Pancerna rozpoczęła przemarsz z północno-wschodniego odcinka na zachodni, do Artiomowki, w celu wzmocnienia XXIV Korpusu Pancernego.
1 sierpnia oddziały dywizji Das Reich zdołały wreszcie wyprzeć Rosjan ze Stiepanowki. Ułatwiło to następnie zdobycie wzgórza 213.9 przez dywizję Totenkopf. Zdobyto też wzgórze 203.4 na południe od Marinowki. Rosjanie utracili w ten sposób najbardziej dogodne punkty do obrony oraz punkty obserwacyjne dla własnej artylerii. W konsekwencji, następnego dnia Rosjanie przeprowadzili generalny odwrót z przyczółka zza Mius, ścigani przez niemieckie dywizje, atakowane głównie przez lotnictwo szturmowe. Linia frontu ponownie oparła się na rzece.

## Podsumowanie
Bitwa ostatecznie zakończyła się zwycięstwem Niemców, którzy odzyskali poprzednie pozycje i zadali wojskom radzieckim znacznie większe straty, jednakże sami ponieśli ciężkie straty i nie byli w stanie pobić przeciwnika. Straty radzieckie nie są dokładnie znane, Niemcy wzięli prawie 18 tysięcy jeńców i szacowali, że liczba zabitych była większa. Niemcy zgłosili m.in. zniszczenie 730 czołgów (część z nich mogła zostać naprawiona) i 703 dział oraz zdobycie 197 dział i 522 armat ppanc. Z drugiej strony, niemiecka 6. Armia straciła ogółem 21.369 ludzi, w tym 3298 zabitych, 2254 zaginionych (głównie jeńców) i reszta rannych. Szczególnie duże straty poniosły obie dywizje SS – 600 zabitych (w tym 2 oficerów) i 2312 rannych oraz stosunkowo duże straty w sprzęcie. Było to szczególnie istotne dla Niemców, gdyż już 3 sierpnia II Korpus Pancerny SS został ponownie przeniesiony na północ w celu odparcia kolejnej dużej radzieckiej ofensywy na Charków (operacja Rumiancew). Straty dzienne obu dywizji SS były nawet większe, niż dzienne straty podczas operacji Zitadelle, a ogółem sięgnęły 60% strat poniesionych podczas operacji Zitadelle. Bitwa ta była przykładem roli niemieckich wojsk szybkich na froncie wschodnim, określanych jako „straż pożarna”, rzucana na zagrożone odcinki frontu. Z drugiej strony, elementem strategii radzieckiej stało się w tym okresie zmuszanie niemieckiego dowództwa do wysiłku na wielu kierunkach i zużywania wojsk szybkich.
Podczas operacji miuskiej duże straty poniosło też lotnictwo radzieckie 8 Armii Powietrznej, walczące z lotnictwem niemieckim i rumuńskim.